# Asha Karami
Asha Karami is een Nederlandse dichter. In 2018 was ze finalist bij het Nederlands kampioenschap Poetryslam, waar ze de tweede plaats behaalde. Karami debuteerde in 2019 met de bundel Godface, waarvoor zij nominaties ontving van de Grote Poëzieprijs (voorheen VSB Poëzieprijs) en de Herman de Coninckprijs. Ook werd de bundel genomineerd voor de E. du Perronprijs. In november 2024 werd het Charlotte Köhler Stipendium aan haar toegekend.
Naast haar schrijfwerk is zij jeugdarts en yogadocent. Tevens is zij werkzaam als arts bij vechtsportgala's.
Karami is in India geboren.